# Koboltflugsnappare
Koboltflugsnappare (Cyornis hainanus) är en fågel i familjen flugsnappare inom ordningen tättingar. Den förekommer i Sydöstasien, från södra Kina och Myanmar till Vietnam. Arten minskar i antal men beståndet anses vara livskraftigt.

## Utseende och läte
Koboltflugsnapparen är en liten flugsnappare. Hane av nominatformen är bländande safirblå med smutsvit buk. Avsaknad av andra teckningar och varma färger skiljer den från andra flugsnappare i sitt utbredningsområde. Honan är brun med ljusorange på strupe och bröst. 

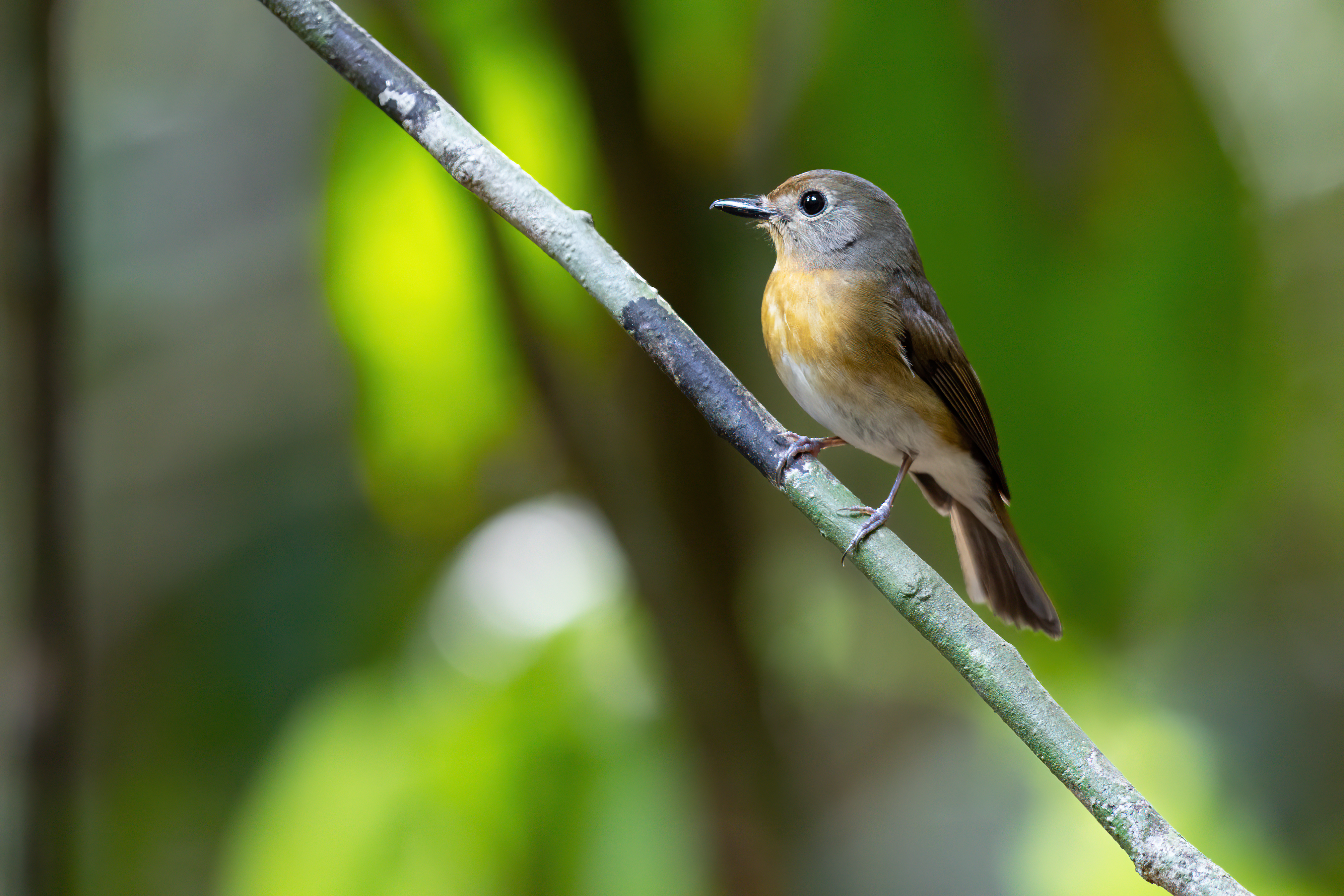
Hona av nominatformen.
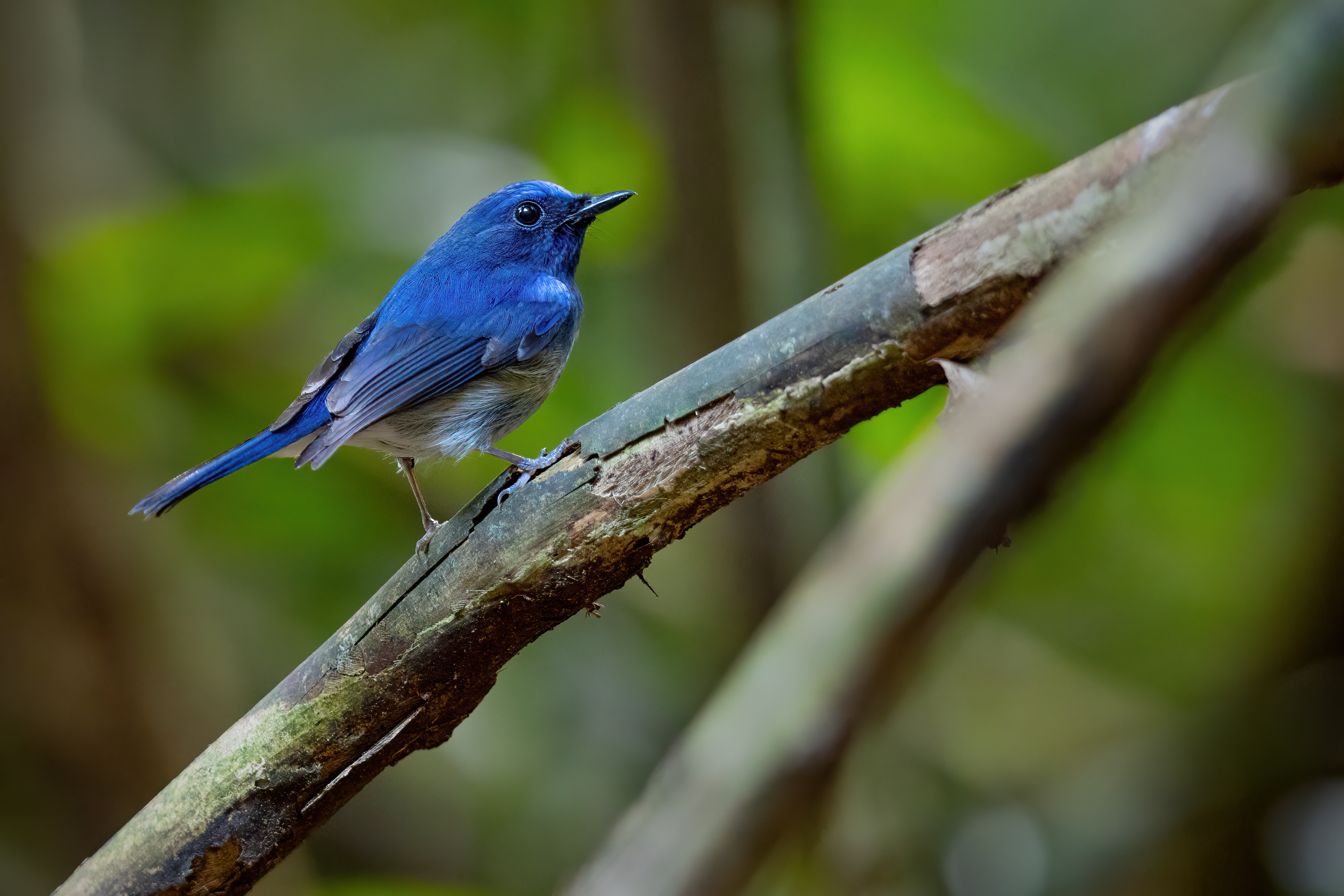
Hane av nominatformen.

Underarten klossi skiljer sig något genom att hanen är blåare ovan, med gulorange bröst och en vitaktig triangel på strupens mitt (vissa har vitare strupmitt och är ljusare eller varmbeige på bröstet). Honan liknar nominatformens hona, men är något mörkare orange på strupe och bröst och kan också ibland uppvisa rostrött i pannan. Sången består av en kort men behaglig serie med gutturala visslingar, vanligen ett utbrott av fallande toner, följt av en eller två fallande toner och därefter slutligen en stigande vissling. Lätet är ett vasst "tsik-tsik-tsik" som ljudet av en klippande sax.

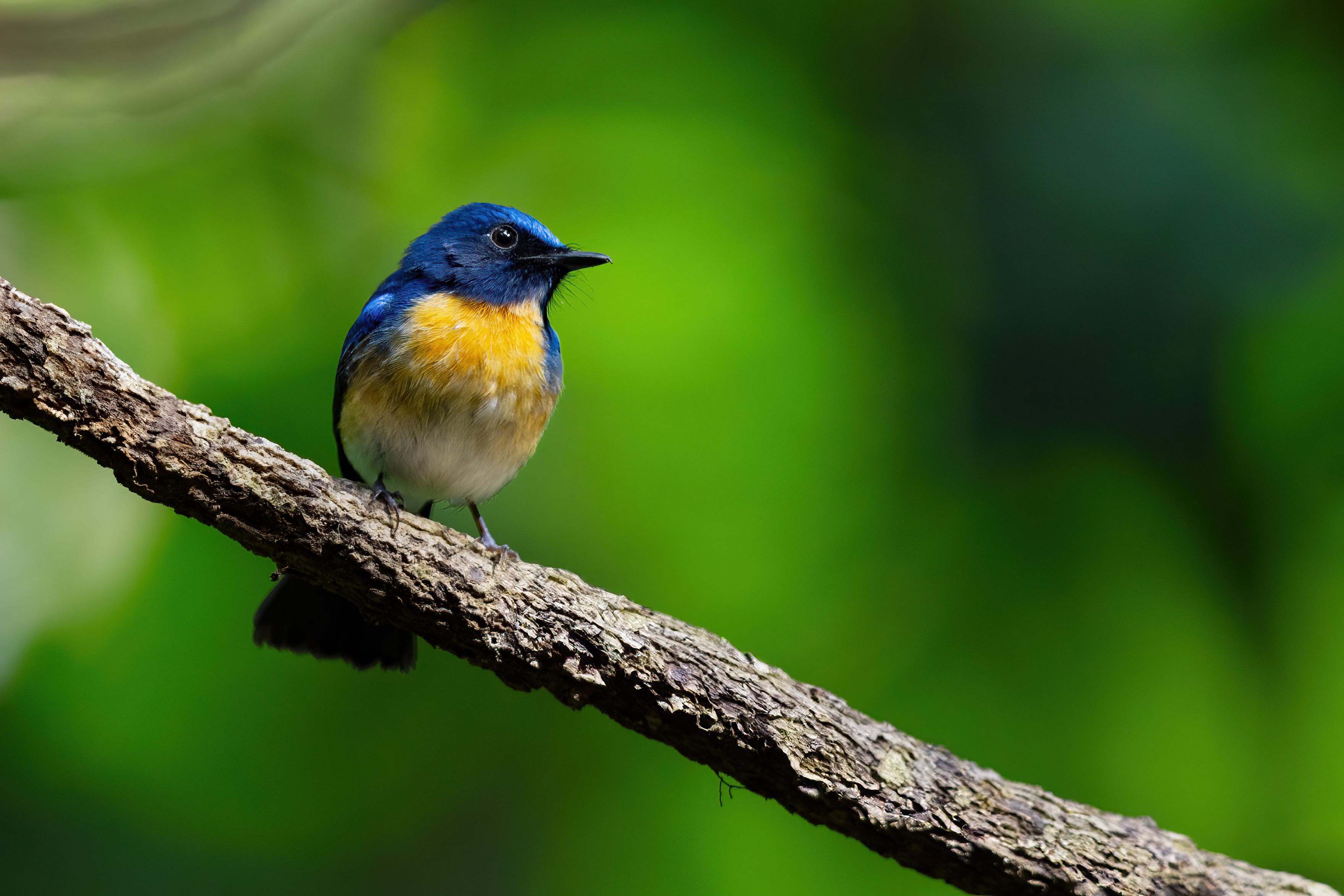
Hane klossi.
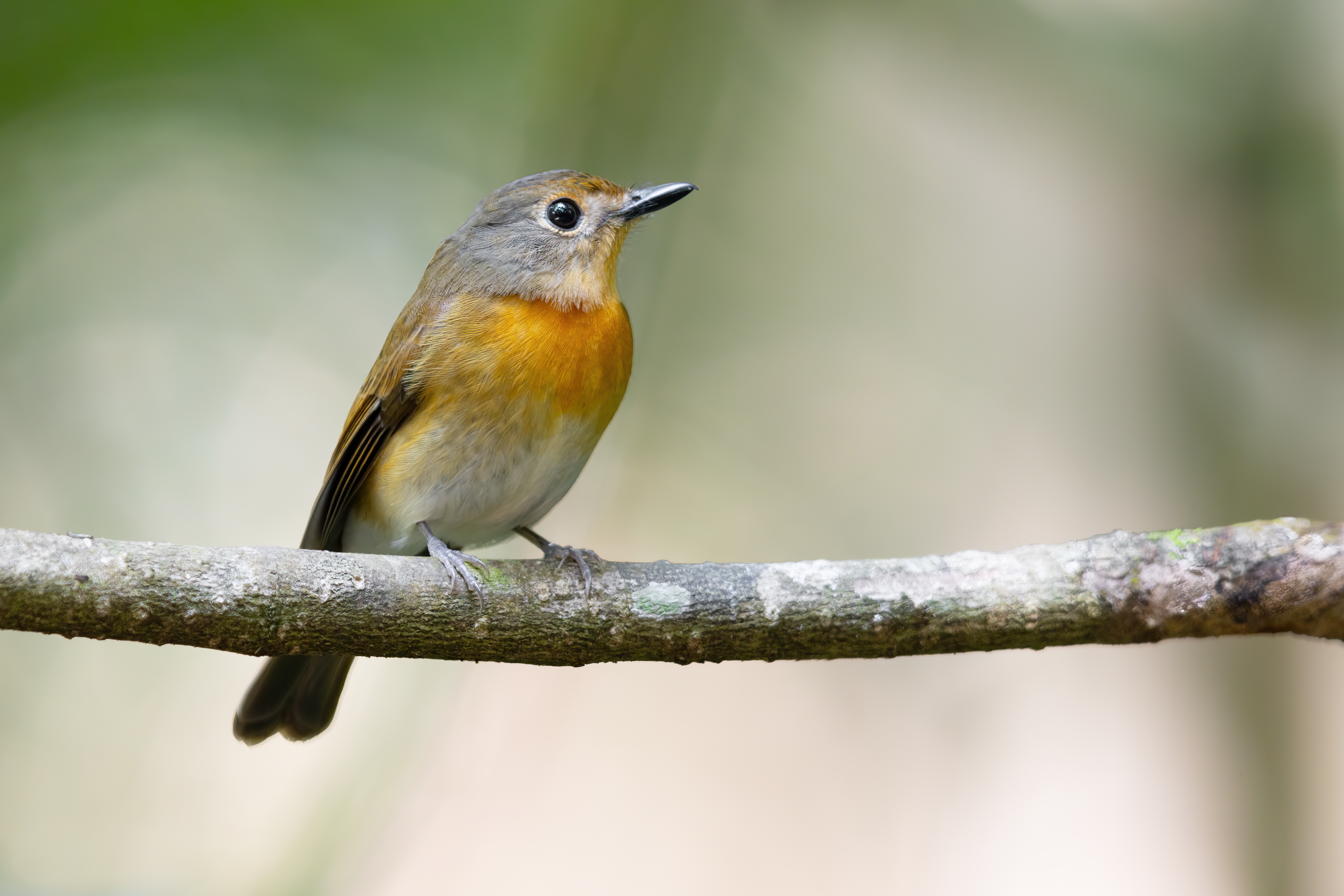
Hona klossi.

## Utbredning och systematik
Fågeln delas in i två underarter med följande utbredning:
- Cyornis hainanus hainanus – bergstrakter från södra Kina till södra Myanmar, Thailand och Indokina samt på ön Hainan
- Cyornis hainanus klossi – östra Thailand till södra Laos och södra Vietnam

Tidigare behandlades klossi istället som underart till ravinflugsnappare (C. rubeculoides), men trots utseendemässiga skillnader förts över till denna art efter genetiska studier.

## Levnadssätt
Koboltflugsnapparen hittas i skogsområden dominerade av träd eller bambu, i låglänta områden och förberg. Där ses den i de mellersta skikten, ofta som en del av kringvandrande artblandade flockar.

## Status och hot
Arten har ett stort utbredningsområde, men tros minska i antal till följd av habitatförstörelse, dock inte tillräckligt kraftigt för att den ska betraktas som hotad. Internationella naturvårdsunionen IUCN listar därför arten som livskraftig (LC). Världspopulationen har inte uppskattats, men den beskrivs som vanlig eller ganska vanlig, dock ovanlig till sällsynt i Hong Kong och ovanlig i Kambodja.